# Robert Adair
Sir Robert Adair (24 maggio 1763 – 3 ottobre 1855) è stato un diplomatico inglese.

## Biografia
Era il figlio di Robert Adair, chirurgo di Giorgio III, e di sua moglie, Lady Caroline Keppel, figlia di Willem van Keppel, II conte di Albemarle. Frequentò il Westminster School e l'Università di Göttingen, per poi dedicarsi a studiare legge al Lincoln's Inn.

## Carriera
Dopo la Rivoluzione francese, viaggiò in Europa, visitando Berlino, Vienna e San Pietroburgo per studiare gli effetti della rivoluzione e si dedicò alla carriera diplomatica.
Divenne un membro del Parlamento per Appleby (1799-1802) e Camelford (1802-1812).
Nel mese di giugno 1808, George Canning lo trasferì a Costantinopoli. Venne nominato nel Consiglio privato di sua maestà, nell'anno 1828.
Fu infine trasferito in Belgio (1831-1835), dove riuscì a evitare una guerra tra i fiamminghi e le truppe olandesi, ciò lo portò a ricevere una pensione di £ 2000 all'anno dal 1831. Visitò in seguito la Prussia. Nel 1840 pubblicò le memorie della sua attività diplomatica.

## Matrimonio
Nel 1805 sposò Angélique Gabrielle, figlia del marchese de l'Escuyer d'Hazincourt (noto come 'spia di Talleyrand'). Ebbero una figlia:
- Elizabeth Adair (?-28 settembre 1829), sposò Edward Grey, ebbero un figlio.